# Хемолимфа
Хемолимфа је телесна течност која циркулише кроз судове и међуткивне просторе у телу бескичмењака (неких црва, мекушаца, зглавкара, бодљокожаца, плашташа). У њој сем течности и растворених материја постоје и ћелијски елементи, често једним именом називани хемоцити. Улоге хемолимфе су бројне и углавном се поклапају са функцијама крви и лимфе кичмењака:
- транспорт нутријената кроз тело
- транспорт кисеоника и угљеник(IV)-оксида (сем код одраслих копнених инсеката)
- транспорт хормона
- затварање рана (коагулацијом)
- механичка улога: одржавање унутрашњег притиска на органе и телесни зид
- одржавање сталног осмотског притиска (међу)ткивних течности (улога пуфера)
- улога имунског система

## Састав хемолимфе
Хемолимфа је углавном грађена од воде, у којој се налазе растворене органске и минералне материје. Хемолимфа садржи протеине различитих функција (различите хидролазе и њихови инхибитори, арилфорин као резервни протеин, протеин киназе, лектине), шећер трехалозу, а у неким случајевима и респираторне пигменте (хемоцијанин, хемоглобин), хормоне, неуромодулаторе (допамин), продукте метаболизма и токсине (чине организме нејестивим за предаторе). Ако постоје, ћелијски елементи су различито структурирани, зависно од филогенетске историје организма, и имају различита имена: фагоцити, пролеукоцити, леукоцити, еритроцити, екскреторне ћелије. Хемолимфа може бити безбојна, али је најчешће обојена у неку нијансу плаве или зелене боје.
Протеински састав хемолимфе се мења током развића и у условима инфицираности патогеном. Код медоносних пчела које имају високо уређено друштво, и различите начине развића у зависности од касте којој организам припада, протеински састав хемолимфе је веома варијабилан и зависи од стадијума развића и касте.
| укупан број протеина у хемолимфи                               | број специфичних протеина              |
| -------------------------------------------------------------- | -------------------------------------- |
| трутови (252) матице (183) радилице (204) ларве радилица (228) | трутови (49) матице (18) радилице (15) |

## Имунска функција хемолимфе
Код бескичмењака, пошто не поседују адаптивне имунске системе, током еволуције су се развили одбрамбени механизми који ће реаговати на учестале антигене са површине патогена. Један од начина одбране је коагулација хемолимфе, која се започиње протеинским елементима хемолимфе. Други вид одбране је хемоцитима, који могу препознати страно тело и функционисати као фагоцити.

## Хемоцити инсеката
Упоредним истраживањима ултраструктурних целуларних карактеристика хемоцита, дошло се до њихове класификације у следеће типове:
1. прохемоцити (матичне, stem ћелије), код адулата малобројне, од њих настају остале ћелије хемоцитске лозе;
2. плазматоцити, плурипотентне недиференциране ћелије које интензивно врше фагоцитозу те је њихова цитоплазма богата лизозомима и резидуалним структурама, а поседује и израштаје - псеудоподије и филоподије којима се врши фагоцитоза;
3. гранулоцити, са цитоплазмом хомогено испуњеном елентрон-густим гранулама, проширеним гранулисаним ендоплазматичним ретикулумом;
4. сферулоцити, са великом сферичном инклузијом у цитоплазми;
5. еноцитоиди, велике ћелије са малим бројем органела у цитоплазми;
6. коагулоцити, са добро развијеним гранулисаним ендоплазминим ретикулумом и гранулама и глобулама у цитоплазми;
7. тромбоцитоиди;
8. продоцити.

За изучавање инсекатских хемоцита, у лабораторијама се користе многобојни модел-организми (воћне мушице, комарци, лептири). Код свилене бубе (Bombyx mori) и врсте Antheraea pernyi постоји пет морфолошки различитих типова хемоцита: прохемоцити, плазматоцити, као и три типа диференцираних ћелија (гранулоцити, сферулоцити и еноцитоиди). Током хемоцитопоезе од прохемоцита настају плазматоцити, који се даље диференцирају у један од три преостала типа. Сви типови хемоцита поседују способност митотичке деобе и фагоцитозе. Хематопоеза се код адулата дешава у мезоторакалним и метаторакалним органима уз основу крила, а код ларви постоје посебни хематопоетски органи.
Релативне учесталости различитих типова хемоцита варирају током развића инсеката. Постоје подаци да у хемолимфи петог ступња ларви свилене бубе уопште нису пронађени плазматоцити ни сферулоцити, да су веома заступљени прохемоцити (60-70%) и еноцитоиди (30-40%), док гранулоцита има „у траговима“ (0,5-1%). Код других организама, постоје додатни типови ћелија — тако код комарца Aedes aegypti постоје напоредо са стандардним прохемоцитима (20% укуних хемоцита), плазматоцитима (27%), гранулоцитима (16%) и еноцитоидима (7%), и адипохемоцити (29%) и тромбоцитоиди (0,9%). Адипохемоцити поседују велику везикулу налик на липидну кап, и велики број митохондрија уз њу.